# سنت-ژنویو-دو-برتیه، کبک
سَنت-ژِنِویِو-دُ-بِرتیِه (به فرانسوی: Sainte-Geneviève-de-Berthier) قصبه‌ای در منطقه شهری دوتره ناحیه لانودییر در استان کبک کانادا است. در سرشماری سال ۲۰۱۱ این قصبه ۲٬۴۰۹ نفر جمعیت داشته‌است و مساحت آن ۷۴٫۶۷ کیلومتر مربع است.